# Daihatsu Altis
Daihatsu Altis — седан бизнес-класса японской фирмы Daihatsu, выпускается с 2000 года. Является копией Toyota Camry. Altis — это совместный проект Toyota Motor Corporation и Daihatsu Motor., Co Ltd. На рынке Японии присутствует исключительно в гибридном исполнении. Цены на Altis в Японии начинаются с 3,7 млн йен, что соответствует примерно 35 тысячам долларов. Altis отличается от Camry эмблемами и мелкими деталями управления. Altis на данный момент сменил 5 поколений на рынке Японии.
Altis — первый седан Daihatsu, который оснащён системой слежения за движением Toyota Safety Sense P.
Altis выпускается с полным и передним приводом.

## Поколения
- 1 поколение — 2000—2001 гг.
- 2 поколение — 2001—2006 гг.
- 3 поколение — 2006—2010 гг.
- 4 поколение — 2012—2017 гг.
- 5 поколение — с 2017 года.

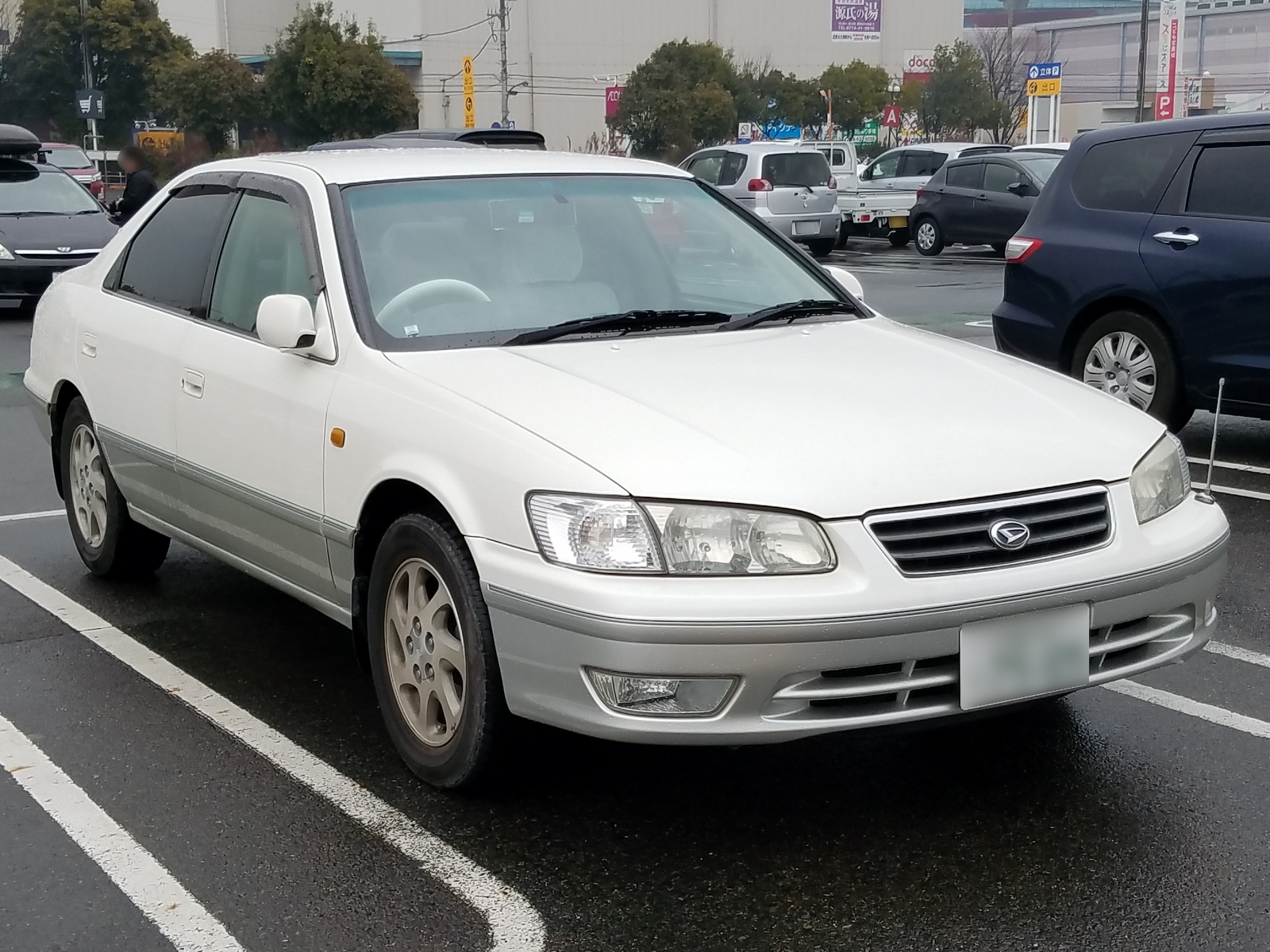
Daihatsu Altis 1 поколения.

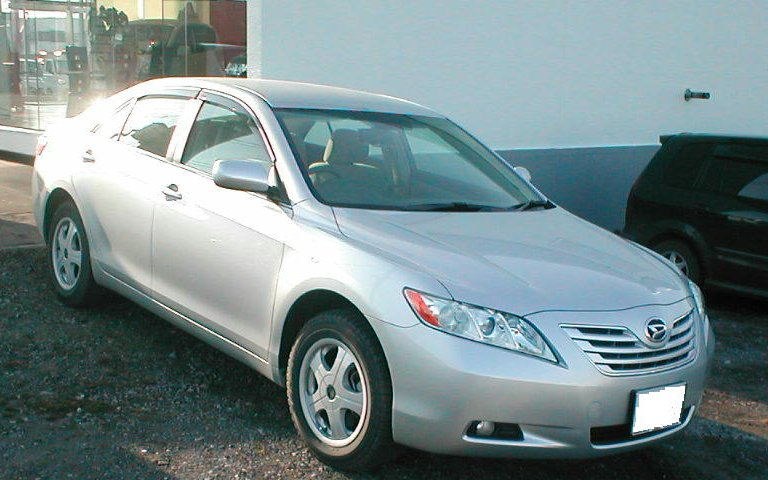
Daihatsu Altis 3 поколения.

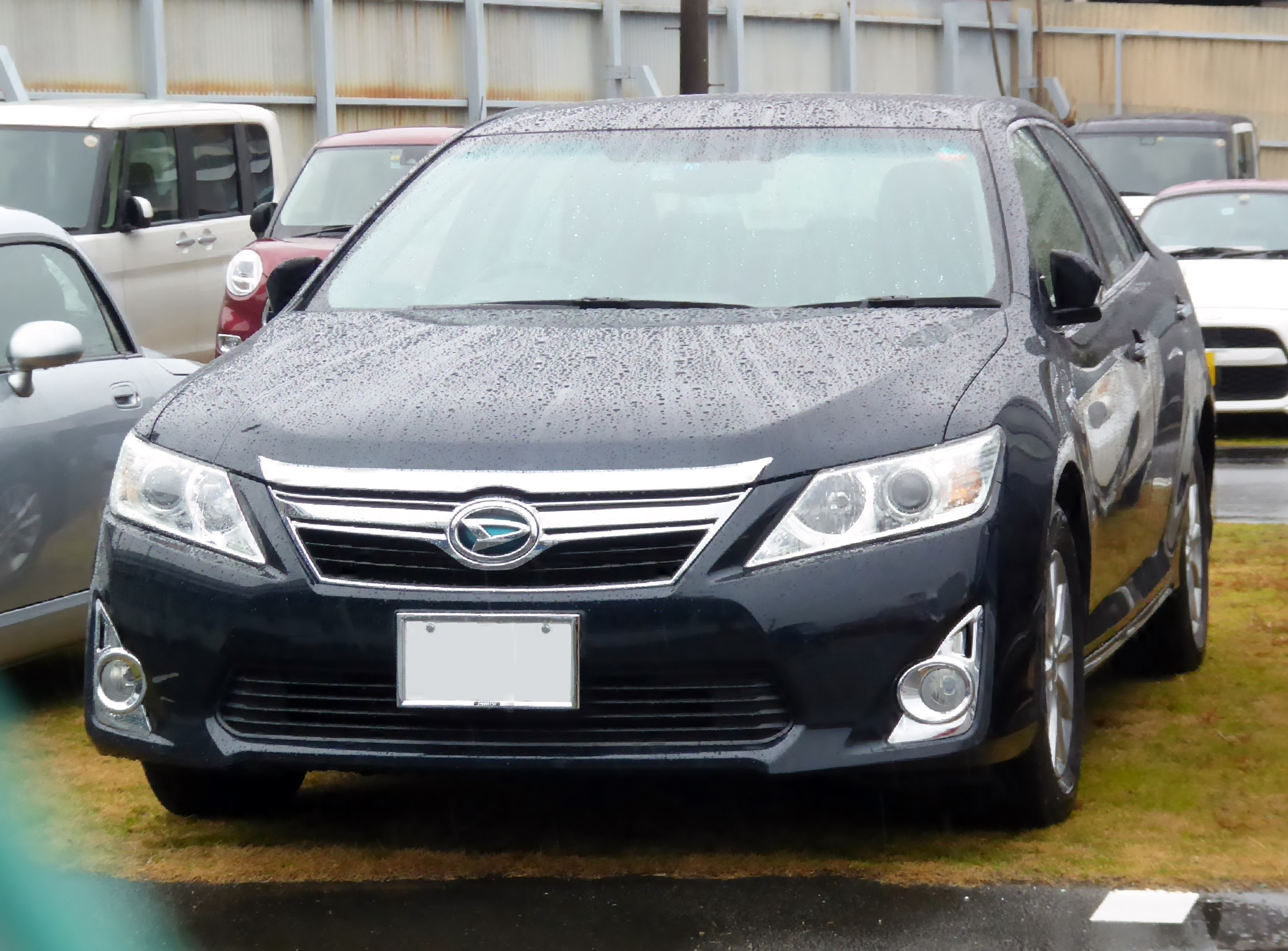
Daihatsu Altis 4 поколения.

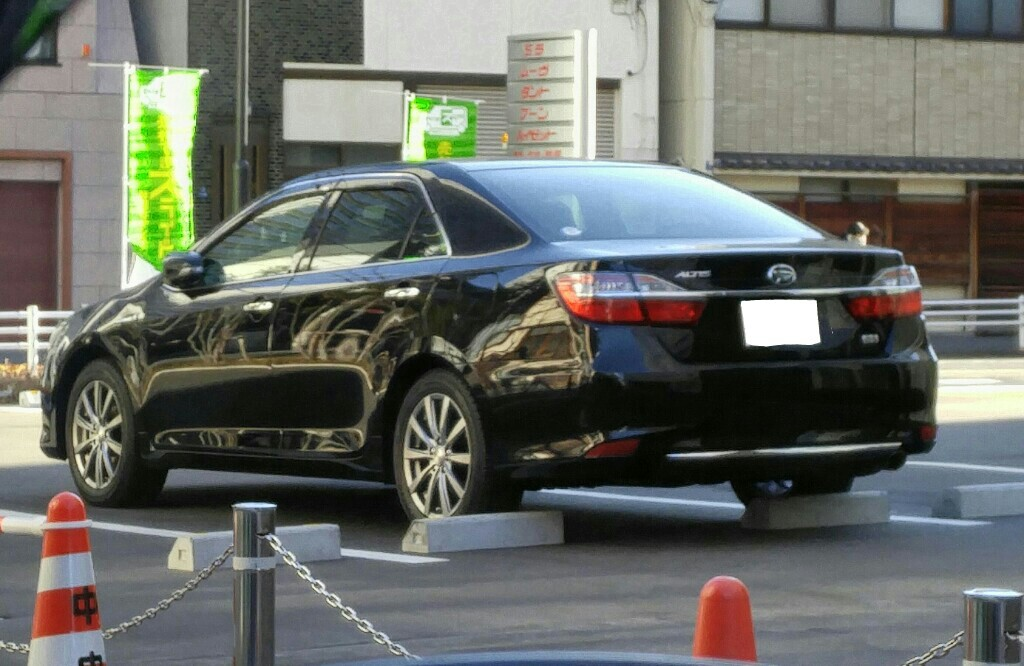
Мини рестайлинг 2015 г.

Altis первого и второго поколения были редкостью, их делали на заказ.

## Обновления на Altis
- 1 августа 2018 года вышло первое обновление, в которое вошли некоторые улучшения и система Toyota Toyota Safety Sense P.
- 8 мая 2020 года — второе обновление с некоторыми улучшениями, например, системы Toyota Safety Sense P и экрана автомобиля.
- 2 января 2021 года — третье обновление, где были незначительные доработки.
- 1 августа 2022 — вышло 4 обновление, которое на данный момент является последним обновлением Altis, где были изменены контроль и меры безопасности.